# ريان ماثيوز (لاعب كرة قدم أمريكية)
ريان ماثيوز (بالإنجليزية: Ryan Mathews)‏ هو لاعب كرة قدم أمريكية أمريكي، ولد في 10 أكتوبر 1987 في بيكرسفيلد في الولايات المتحدة.

## وصلات خارجية
- ريان ماثيوز على موقع مرجع كرة القدم المحترفة.كوم (الإنجليزية)